# 1605 Milankovitch
Az 1605 Milankovitch (ideiglenes jelöléssel 1936 GA) a Naprendszer kisbolygóövében található aszteroida. Petar Đurković fedezte fel 1936. április 13-án, Uccleban.